# Pseudamia
A Pseudamia a sugarasúszójú halak (Actinopterygii) osztályához a sügéralakúak (Perciformes) rendjéhez, ezen belül a kardinálishal-félék (Apogonidae) családjához tartozó nem.

## Rendszerezés
A nembe az alábbi 7 faj tartozik:
- Pseudamia amblyuroptera (Bleeker, 1856)
- Pseudamia gelatinosa Smith, 1956
- Pseudamia hayashii Randall, Lachner & Fraser, 1985
- Pseudamia nigra Allen, 1992
- Pseudamia rubra Randall & Ida, 1993
- Pseudamia tarri Randall, Lachner & Fraser, 1985
- Pseudamia zonata Randall, Lachner & Fraser, 1985